# Seo Deok-kyu
Seo Deok-kyu (Seul, 22 de outubro de 1978) é um ex-futebolista profissional sul-coreano, que atuava como defensor.

## Carreira

### Ulsan
Seo Deok-kyu se profissionalizou no Ulsan Hyundai Horang-i, em 2001.

## Seleção
Seo Deok-kyu integrou a Seleção Sul-Coreana de Futebol na Copa das Confederações de 2001.